# 3的算術平方根
3的算術平方根是一个正的实数，它的平方等于3，记为：
{\displaystyle {\sqrt {3}}}。
其最初60个数字为：
1.73205 08075 68877 29352 74463 41505 87236 69428 05253 81038 06280 5580... （OEIS數列A002194）
它是一个无理数，近似值分別為:{\displaystyle 2}、{\displaystyle {\frac {7}{4}}}、{\displaystyle {\frac {26}{15}}}、{\displaystyle {\frac {97}{56}}}、{\displaystyle {\frac {362}{209}}}、{\displaystyle {\frac {1351}{780}}}、{\displaystyle {\frac {131719}{76048}}}。

## 几何学
如果把一个边长为1的等边三角形切成两个全等的直角三角形，则直角三角形的斜边长度为1，直角边为{\displaystyle {\tfrac {1}{2}}}和{\displaystyle {\tfrac {\sqrt {3}}{2}}}。因此，60度的正切等于{\displaystyle {\sqrt {3}}}
它是边长为1的正六边形的互相平行的两边之间的距离。
如图：
在边长为1的正六边形{\displaystyle ABCDEF}中, {\displaystyle BD={\sqrt {3}}.}

它是单位立方体（棱长为1的立方体）的对角线长度。
如图：
在棱长为1的立方体{\displaystyle ABCD-A_{1}B_{1}C_{1}D_{1}}中, {\displaystyle AC_{1}={\sqrt {3}}.}